# Bundestagswahlkreis Rotenburg I – Heidekreis
Der Bundestagswahlkreis Rotenburg I – Heidekreis ist einer von 30 Bundestagswahlkreisen in Niedersachsen und trägt die Nummer 35. Er umfasst das Gebiet des Landkreises Heidekreis und den Südteil des Landkreises Rotenburg (Wümme) mit den Städten Rotenburg (Wümme), Scheeßel und Visselhövede sowie den Samtgemeinden Bothel, Fintel und Sottrum.

## Wahlkreisgeschichte
Der Wahlkreis ist neu für die Bundestagswahl 2009 ins Leben gerufen worden. Doch auch vorher waren schon häufig Teile der Landkreise Soltau-Fallingbostel und Rotenburg (Wümme) in einem Wahlkreis zusammengefasst.
Zwischen 1949 und 1976 verteilten sich die Landkreise noch in den drei Wahlkreisen Verden – Rotenburg – Osterholz (Nummer 34), Harburg – Soltau (Nummer 36) und Fallingbostel – Hoya (Nummer 37).
1980 wurde dann der Wahlkreis Soltau – Rotenburg geschaffen. Er trug die Wahlkreisnummer 30. Nach den Bundestagswahlen 1980 und 1983 wurde er umbenannt in Soltau-Fallingbostel – Rotenburg II, da der Landkreis Bremervörde 1977 in den Landkreis Rotenburg (Wümme) eingegliedert wurde, jedoch weiterhin zu seinem alten Wahlkreis, dem nun ebenfalls umbenannten Stade – Rotenburg I mit der Nummer 25, gehören sollte.
Im Zuge der Neuordnung der Wahlkreise vor der Bundestagswahl 2002 wurde der Wahlkreis aufgelöst und das Wahlkreisgebiet auf die neu geschaffenen Wahlkreise Rotenburg – Verden (Wahlkreis 35) und Soltau-Fallingbostel – Winsen L. (Wahlkreis 36) aufgeteilt.
Für die Bundestagswahl 2009 wurde wieder der alte Wahlkreis mit dem neuen Namen Rotenburg I – Soltau-Fallingbostel eingerichtet. Wegen der Umbenennung des Landkreises Soltau-Fallingbostel in Heidekreis änderten sich zur Bundestagswahl 2013 Nummer und Name des Wahlkreises bei unveränderter Abgrenzung in 35 Rotenburg I – Heidekreis.

## Wahlkreisabgeordnete
| Wahl | Abgeordneter                                                             | Abgeordneter                                                             | Partei                                                                   | Stimmen in %                                                             |
| ---- | ------------------------------------------------------------------------ | ------------------------------------------------------------------------ | ------------------------------------------------------------------------ | ------------------------------------------------------------------------ |
| 1980 |                                                                          | Ingeborg Hoffmann                                                        | CDU                                                                      | 47,0                                                                     |
| 1983 | 53,9                                                                     | Ingeborg Hoffmann                                                        | CDU                                                                      |                                                                          |
| 1987 | 49,2                                                                     | Ingeborg Hoffmann                                                        | CDU                                                                      |                                                                          |
| 1990 |                                                                          | Heinz-Günter Bargfrede                                                   | CDU                                                                      | 50,9                                                                     |
| 1994 | 49,6                                                                     | Heinz-Günter Bargfrede                                                   | CDU                                                                      |                                                                          |
| 1998 |                                                                          | Kurt Palis                                                               | SPD                                                                      | 47,0                                                                     |
| 2002 | Siehe Wahlkreise Rotenburg – Verden und Soltau-Fallingbostel – Winsen L. | Siehe Wahlkreise Rotenburg – Verden und Soltau-Fallingbostel – Winsen L. | Siehe Wahlkreise Rotenburg – Verden und Soltau-Fallingbostel – Winsen L. | Siehe Wahlkreise Rotenburg – Verden und Soltau-Fallingbostel – Winsen L. |
| 2005 | Siehe Wahlkreise Rotenburg – Verden und Soltau-Fallingbostel – Winsen L. | Siehe Wahlkreise Rotenburg – Verden und Soltau-Fallingbostel – Winsen L. | Siehe Wahlkreise Rotenburg – Verden und Soltau-Fallingbostel – Winsen L. | Siehe Wahlkreise Rotenburg – Verden und Soltau-Fallingbostel – Winsen L. |
| 2009 |                                                                          | Reinhard Grindel                                                         | CDU                                                                      | 40,2                                                                     |
| 2013 | 44,8                                                                     | Reinhard Grindel                                                         | CDU                                                                      |                                                                          |
| 2017 |                                                                          | Lars Klingbeil                                                           | SPD                                                                      | 41,2                                                                     |
| 2021 | 47,6                                                                     | Lars Klingbeil                                                           | SPD                                                                      |                                                                          |
| 2025 | 42,1                                                                     | Lars Klingbeil                                                           | SPD                                                                      |                                                                          |

## Wahlergebnisse

### Bundestagswahl 2025
Für die Bundestagswahl 2025 hat Die Linke keinen Bewerber im Wahlkreis 35 aufgestellt, insgesamt jedoch in 297 der 299 Bundestagswahlkreise.
| Kandidaten                                            | Kandidaten                  | Parteien/Listen     | Erststimmen | Erststimmen | Zweitstimmen | Zweitstimmen |
| Kandidaten                                            | Kandidaten                  | Parteien/Listen     | Stimmen     | %           | Stimmen      | %            |
| ----------------------------------------------------- | --------------------------- | ------------------- | ----------- | ----------- | ------------ | ------------ |
|                                                       | Lars Klingbeilgewählt im WK | SPD                 | 58.184      | 42,1        | 34.349       | 24,8         |
|                                                       | Vivian Tauschwitz           | CDU                 | 37.770      | 27,3        | 38.933       | 28,1         |
|                                                       | Canina Ruzicka              | GRÜNE               | 7.411       | 5,4         | 12.795       | 9,2          |
|                                                       | Gurdan Kerti                | FDP                 | 3.261       | 2,4         | 5.118        | 3,7          |
|                                                       | Omid Najafi                 | AfD                 | 26.667      | 19,3        | 27.466       | 19,8         |
|                                                       | –                           | DIE LINKE           | –           | –           | 9.777        | 7,1          |
|                                                       | –                           | Tierschutzpartei    | –           | –           | 1.695        | 1,2          |
|                                                       | –                           | dieBasis            | –           | –           | 295          | 0,2          |
|                                                       | –                           | Die PARTEI          | –           | –           | 591          | 0,4          |
|                                                       | Günter Scheunemann          | FREIE WÄHLER        | 2.923       | 2,1         | 1.329        | 1,0          |
|                                                       | –                           | Piraten             | –           | –           | 203          | 0,1          |
|                                                       | Malte Büch                  | Volt                | 2.036       | 1,5         | 998          | 0,7          |
|                                                       | –                           | PdH                 | –           | –           | 89           | 0,1          |
|                                                       | –                           | MLPD                | –           | –           | 20           | 0,0          |
|                                                       | –                           | Bündnis Deutschland | –           | –           | 169          | 0,1          |
|                                                       | –                           | BSW                 | –           | –           | 4.763        | 3,4          |
| Gesamt                                                | Gesamt                      | Gesamt              | 138.252     | 100         | 138.590      | 100          |
|                                                       |                             |                     |             |             |              |              |
| Ungültige Stimmen                                     | Ungültige Stimmen           | Ungültige Stimmen   | 1.141       | 0,8         | 803          | 0,6          |
| Wähler                                                | Wähler                      | Wähler              | 139.393     | 82,9        | 139.393      | 82,9         |
| Wahlberechtigte                                       | Wahlberechtigte             | Wahlberechtigte     | 168.109     |             | 168.109      |              |
|                                                       |                             |                     |             |             |              |              |
| Quellen: Die Bundeswahlleiterin, Kandidaten – Stimmen |                             |                     |             |             |              |              |

### Bundestagswahl 2021
Der Stimmzettel zur Bundestagswahl am 26. September 2021 umfasst 21 Landeslisten. Die Parteien haben folgende Kandidaten aufgestellt.
| Direktkandidat      | Partei           | Erststimmen in % | Zweitstimmen in % |
| ------------------- | ---------------- | ---------------- | ----------------- |
| Carsten Büttinghaus | CDU              | 26,4             | 25,1              |
| Lars Klingbeil      | SPD              | 47,6             | 34,8              |
| Alexander Künzle    | FDP              | 5,9              | 10,1              |
| Volker Körlin       | AfD              | 7,4              | 8,0               |
| Michael Kopatz      | GRÜNE            | 8,1              | 13,6              |
| Kathrin Otte        | DIE LINKE        | 2,4              | 2,8               |
| -                   | Die PARTEI       | -                | 0,9               |
| -                   | Tierschutzpartei | -                | 1,4               |
| Günter Scheunemann  | FREIE WÄHLER     | 2,2              | 1,2               |
| -                   | PIRATEN          | -                | 0,4               |
| –                   | NPD              | -                | 0,1               |
| –                   | V-Partei³        | -                | 0,1               |
| –                   | ÖDP              | -                | 0,1               |
| -                   | MLPD             | -                | 0,0               |
| –                   | DKP              | -                | 0,0               |
| -                   | dieBasis         | -                | 1,0               |
| –                   | du.              | -                | 0,1               |
| –                   | LKR              | -                | 0,0               |
| -                   | Die Humanisten   | -                | 0,1               |
| –                   | Team Todenhöfer  | -                | 0,1               |
| –                   | Volt             | -                | 0,3               |

### Bundestagswahl 2017
Zur Bundestagswahl 2017 am 24. September wurden 7 Direktkandidaten und 18 Landeslisten zugelassen. Von 168.081 Wahlberechtigten gaben 75,6 Prozent ihre Stimmen ab. Lars Klingbeil gelang es im dritten Anlauf erstmals, das Direktmandat des Wahlkreises zu gewinnen.
| Direktkandidat     | Partei           | Erststimmen in % | Zweitstimmen in % |
| ------------------ | ---------------- | ---------------- | ----------------- |
| Kathrin Rösel      | CDU              | 36,1             | 37,7              |
| Lars Klingbeil     | SPD              | 41,2             | 27,1              |
| Hendrik Jürgens    | FDP              | 4,5              | 8,5               |
| Ellen Gause        | GRÜNE            | 4,8              | 8,0               |
| Agnes Hasenjäger   | DIE LINKE.       | 4,1              | 5,9               |
| –                  | PIRATEN          | –                | 0,3               |
| –                  | NPD              | –                | 0,4               |
| –                  | Tierschutzpartei | –                | 0,9               |
| –                  | MLPD             | –                | 0,0               |
| Michael Stewart    | AfD              | 8,2              | 9,3               |
| –                  | DiB              | –                | 0,1               |
| –                  | DKP              | –                | 0,0               |
| Günter Scheunemann | FREIE WÄHLER     | 1,1              | 0,6               |
| –                  | BGE              | –                | 0,1               |
| –                  | DM               | –                | 0,2               |
| –                  | ÖDP              | –                | 0,1               |
| –                  | Die PARTEI       | –                | 0,7               |
| –                  | V-Partei³        | –                | 0,1               |

### Bundestagswahl 2013
Die Bundestagswahl 2013 fand am 22. September statt. Es wurden acht Direktkandidaten und 14 Landeslisten zugelassen. Von 167.563 Wahlberechtigten wählten 73,3 Prozent. Reinhard Grindel (CDU) zog mit 44,8 Prozent der Erststimmen als Direktkandidat in den Bundestag ein. Lars Klingbeil (SPD) wurde über die Landesliste gewählt. Nach dem Rücktritt Grindels rückte Kathrin Rösel am 4. Juni 2016 für ihn nach.
| Direktkandidat         | Partei           | Erststimmen in % | Zweitstimmen in % |
| ---------------------- | ---------------- | ---------------- | ----------------- |
| Reinhard Grindel       | CDU              | 44,8             | 43,6              |
| Lars Klingbeil         | SPD              | 40,6             | 31,2              |
| Henrik Schröder        | FDP              | 1,7              | 4,0               |
| Hans-Peter Ludewig     | GRÜNE            | 5,0              | 8,5               |
| Lennart Onken          | DIE LINKE.       | 3,9              | 4,6               |
| Stefan Scharringhausen | PIRATEN          | 1,5              | 1,4               |
| Ingo Rüdiger Helge     | NPD              | 1,3              | 1,0               |
| –                      | Tierschutzpartei | –                | 0,8               |
| –                      | MLPD             | –                | 0,0               |
| –                      | AfD              | –                | 3,8               |
| –                      | pro Deutschland  | –                | 0,1               |
| –                      | REP              | –                | 0,1               |
| Günter Scheunemann     | FREIE WÄHLER     | 1,1              | 0,7               |
| –                      | PBC              | –                | 0,1               |

### Bundestagswahl 2009
Bei der Bundestagswahl 2009 waren 168.574 Bürger wahlberechtigt, die Wahlbeteiligung im Wahlkreis lag bei 72,3 %. Das Ergebnis setzte sich wie folgt zusammen:
| Direktkandidat         | Partei               | Erststimmen in % | Zweitstimmen in % | Bundestagswahl 2005 Zweitstimmen in % * |
| ---------------------- | -------------------- | ---------------- | ----------------- | --------------------------------------- |
| Lars Klingbeil         | SPD                  | 35,3             | 27,6              | 40,7                                    |
| Reinhard Grindel       | CDU                  | 40,2             | 35,1              | 35,3                                    |
| Sven-Christian Kindler | GRÜNE                | 7,6              | 10,1              | 7,0                                     |
| Knuth Uhland           | FDP                  | 8,2              | 14,0              | 9,5                                     |
| Heinz Kühsel           | Die Linke.           | 7,0              | 8,1               | 4,0                                     |
| –                      | Die Tierschutzpartei | –                | 1,0               | –                                       |
| Matthias Behrens       | NPD                  | 1,8              | 1,5               | 1,5                                     |
| –                      | MLPD                 | –                | 0,0               | 0,0                                     |
| –                      | DVU                  | –                | 0,1               | –                                       |
| –                      | ödp                  | –                | 0,1               | –                                       |
| –                      | PIRATEN              | –                | 1,9               | –                                       |
| –                      | RRP                  | –                | 0,5               | –                                       |

- Wegen des neuen Zuschnitts des Wahlkreises hat der Kreiswahlleiter die Ergebnisse der Bundestagswahl 2005 entsprechend umgerechnet.